# 田祉潤
田祉潤（： Jeon Ji Yoon，1990年10月15日—，筆名JENYER），韓國女歌手，曾為Cube娛樂旗下女子團體4minute前成員，隊內擔當領唱、領舞和領饒舌，現為solo歌手。

## 简介
田祉潤1990年10月15日生於韓國，中學時就讀餅店中學，現為慶熙大學學生，主修專業後現代音樂系，目前暫時休學，專注演藝活動。

## 经历

### 2009年：以4minute出道
- 6月18日，以团体4minute的身份，首張單曲《Hot Issue》正式出道。
- 客串Mighty Mouth 《可笑》MV
- 客串4 tomorrow 《tomorrow》之泫雅的Wisdom
- 韩国MTV出道纪实（2009.08.15）

### 2010年：客串电视剧《穿透屋顶的High kick！》
- 电视剧《穿透屋顶的High kick！》客串

### 2011年
- 不朽的名曲2 暫替選手
- 不朽的名曲2 110806 (田祉潤&具俊曄)-我(酷龍) 冠軍
- 电视剧《我的公主》插曲-綠洲

### 2012年
- SolB - 오뚜기 (Ottogi) (Feat. Jiyoon of 4Minute)

### 2013年：子团体2Yoon出道
- 以4minute子團2Yoon與另一成員許嘉允組團出道，並發行首張迷你專輯《Harvest Moon》[1]及主打歌《24/7》。

### 2016年：以SOLO歌手身份開展活動、首張單曲《日與夜》
- 6月16日與Cube娛樂合約到期決定不續約，所屬團體4minute解散。[2]
- 8月9日與經紀公司JS E&M（同年11月改名為Robin K.娛樂）簽約，也在發布簽約消息的同時，確定之後會繼續以歌手身分活動。
- 11月2日以solo歌手身分並使用筆名JENYER發行數位專輯《Day AND Night》。[3]《日與夜》，收錄歌曲i do 與magnet

### 2017年：數位單曲《Cliche》
- 3月29日，發行數位單曲《Cliche》。

- 9月8日，配合Robin K.娛樂縮減營運規模，經雙方協商，同意提早解約。

### 2019年：EP專輯《The moment I loved》 、組流行樂團PRSNT
- 5月4日，發行EP專輯《The moment I loved》。
- 6月4日，樂團PRSNT首支單曲《I feel, You feel, We feel》MV公布，PRSNT是由田祉潤、DJ Allzwell、製作人mOnSteR n9組成的樂團。
- 10月4日，樂團PRSNT第二支單曲《Face Time》MV公布。

### 2020年：因應COVID-19疫情，加強個人youtube經營
- 4月17日，透過個人專屬youtube（전지윤 JENYER Official）中開啟了「잡지윤 MAGAZINE:YOON」系列來與粉絲進行溝通。
- 8月，收藏個人創作的新專輯發行。

## 音樂作品
所屬團體之共同作品，參閱 4minute

### 单曲
| 單曲 # | 單曲資料                                                         | 曲目                                 |
| 1st    | 首張單曲《Day AND Night》 - 發行日期：2016年11月2日 - 語言：韓語 | 1. 我來做 (내가 해) 2. 磁鐵 (자석)}} |
| 2nd    | 數位合作單曲《Cliche》 - 發行日期：2017年3月29日 - 語言：韓語    | 1. Cliche(with Seo Samuel)           |
| 3rd    | 守望者ost《taken》 - 發行日期：2017年6月12日 - 語言：韓語        | 1. TAKEN(feat DAVII)                 |

### 合作歌曲
| 年份   | 歌曲名称          | 专辑名称        | 合作艺人               | 备注        |
| ------ | ----------------- | --------------- | ---------------------- | ----------- |
| 2009年 | 《只看我》        |                 | 禹怡京（田祉潤好朋友） | feat.田祉潤 |
| 2010年 | 《Bring It Back》 | 《H-Logic》     | 李孝利、feat. Bekah    | feat.田祉潤 |
| 2011年 | 《Downtown》      | 《Bubble Pop!》 | 泫雅                   | feat.田祉潤 |
| 2012年 | 《Ottogi》        |                 | SolB                   | feat.田祉潤 |
| 2017年 | 《Cliche》        | 《Cliche》      | Seo Samuel             |             |
| 2017年 | 《taken》         | 《taken》       | feat.DAVII             |             |

## 影视作品

### 电视剧
| 年份   | 电视台 | 电视剧名称                | 角色 | 性质 | 集数 | 备注 |
| ------ | ------ | ------------------------- | ---- | ---- | ---- | ---- |
| 2010年 | MBC    | 《穿透屋顶的High kick！》 |      | 客串 |      |      |

### 電影
| 年份   | 电影名称         | 角色 | 性质 | 备注 |
| ------ | ---------------- | ---- | ---- | ---- |
| 2016年 | 《猶如法國電影》 |      |      |      |

### 網路劇
| 年份   | 網路劇名称     | 角色 | 性质 | 集数 | 备注 |
| ------ | -------------- | ---- | ---- | ---- | ---- |
| 2014年 | 《做夢的代表》 |      |      |      |      |

## 外部連結
- 田祉潤的Instagram帳戶 
- 田祉潤的X（前Twitter）
- 田祉潤的Facebook專頁